# Coenosia humilis
Coenosia humilis är en tvåvingeart som beskrevs av Johann Wilhelm Meigen 1826. Coenosia humilis ingår i släktet Coenosia och familjen husflugor. Arten är reproducerande i Sverige. Inga underarter finns listade i Catalogue of Life.